# Thomas Francis Little
Sir Thomas Francis Little, detto Frank (Melbourne, 30 novembre 1925 – Melbourne, 7 aprile 2008), è stato un arcivescovo cattolico australiano.

## Biografia
Monsignor Thomas Francis "Frank" Little nacque a Melbourne il 30 novembre 1925 ed era figlio di Gerald Thompson Little, geometra e ingegnere, e Kathleen Annie McCormack. Entrambi provenivano dalla metropoli di Melbourne.

### Formazione e ministero sacerdotale
Fu educato alla St Columba's School di Essendon e il St Monica's Christian Brothers College di Moonee Ponds. Completò la sua istruzione secondaria come pensionante presso il St Patrick's College di Ballarat. Erano entrambi originari dell'area metropolitana di Melbourne.
Nel 1943 cominciò gli studi per il sacerdozio nel Corpus Christi College di Werribee. Nel 1947 venne inviato a studiare al Pontificio Collegio Urbano a Roma.
Il 3 ottobre 1950 fu ordinato presbitero per l'arcidiocesi di Melbourne nella cappella del Pontificio Collegio Urbano dal cardinale Pietro Fumasoni Biondi. Nel 1953 conseguì il dottorato presso la Pontificia università urbaniana di Roma. Tornato in patria fu vicario parrocchiale di Carlton dal 1953 al 1955 e della cattedrale di San Patrizio a Melbourne dal 1955 al 1956. Dal 1956 al 1959 fu segretario del delegato apostolico, l'arcivescovo Romolo Carboni, a Sydney. Nel 1959 tornò di nuovo a Melbourne come vicario parrocchiale della cattedrale di San Patrizio. Nel 1965 divenne decano della cattedrale e nel 1971 parroco della parrocchia di Sant'Ambrogio a Brunswick.
In questi anni fu coinvolto nel lavoro pastorale con il gran numero di migranti che trovarono una nuova casa in Australia, soprattutto all'interno della comunità italiana. Fu anche docente al seminario provinciale, membro della commissione arcidiocesana per gli affari ecumenici, membro e presidente dell'Azione vittoriana per lo sviluppo mondiale, membro del comitato organizzatore del congresso eucaristico di Melbourne e vicario episcopale per l'apostolato dei laici.

### Ministero episcopale
Il 16 novembre 1972 papa Paolo VI lo nominò vescovo ausiliare di Melbourne e titolare di Temuniana. Ricevette l'ordinazione episcopale il 21 febbraio successivo dall'arcivescovo metropolita di Melbourne James Robert Knox, co-consacranti il vescovo ausiliare della stessa arcidiocesi John Neil Cullinane e il vescovo di Ballarat Ronald Austin Mulkearns. Come ausiliare fu parroco di Moonee Ponds e vicario episcopale con responsabilità pastorale per la regione nord-occidentale di Melbourne.
Il 1º luglio 1974 papa Paolo VI lo nominò arcivescovo metropolita di Melbourne. Diede il suo sostegno all'educazione e al rinnovamento della comunità cattolica espresso anche in iniziative come la pubblicazione delle linee guida sull'educazione religiosa, il lancio del programma RENEW, l'istituzione dei decanati e l'avvio del processo "Tomorrow's Church".
Nel 1977, in occasione del suo giubileo d'argento, la regina Elisabetta II lo nominò cavaliere commendatore dell'Ordine dell'Impero Britannico. Il 10 aprile 1992 fu insignito del dottorato onorario in teologia dal Melbourne College of Divinity, in particolare per il suo lavoro per l'ecumenismo e l'educazione teologica nell'arcidiocesi.
Partecipò alla sesta assemblea generale ordinaria del Sinodo dei vescovi che ebbe luogo nella Città del Vaticano dal 29 settembre al 29 ottobre 1983 sul tema "La penitenza e la riconciliazione nella missione della Chiesa".
Il 16 luglio 1996 papa Giovanni Paolo II accettò la sua rinuncia al governo pastorale dell'arcidiocesi per motivi di salute.
Nel 2002 alcuni media riferirono che monsignor Little non riuscì a risolvere le questioni associate allo scandalo degli abusi sessuali nell'arcidiocesi di Melbourne, in particolare riguardo a padre Wilfred "Billy" Baker, che operò nelle parrocchie di Gladstone Park, Eltham e North Richmond.
Morì a Melbourne il 7 aprile 2008 all'età di 82 anni. È sepolto nella cripta della cattedrale di San Patrizio a Melbourne.
Nel 2013 l'arcivescovo Mark Benedict Coleridge riferì all'inchiesta parlamentare sugli abusi su minori dello Stato di Victoria che monsignor Little aveva protetto sacerdoti pedofili e li aveva trasferiti in altre parrocchie, dove avrebbero abusato di nuovo.
La Commissione reale sulle risposte istituzionali agli abusi sessuali su minori concluse che monsignor Little aveva "guidato una cultura della segretezza nell'arcidiocesi" e "respinto o ignorato gravi accuse di abusi sessuali su minori contro un certo numero di sacerdoti" tra il 1974 e il 1996.
Il St Patrick's College di Ballarat dichiarò che avrebbe rimosso il nome di monsignor Little da un edificio che gli era stato intitolato e revocato il suo status di "Legend of the College".

## Genealogia episcopale e successione apostolica
La genealogia episcopale è:
- Cardinale Scipione Rebiba
- Cardinale Giulio Antonio Santori
- Cardinale Girolamo Bernerio, O.P.
- Arcivescovo Galeazzo Sanvitale
- Cardinale Ludovico Ludovisi
- Cardinale Luigi Caetani
- Cardinale Ulderico Carpegna
- Cardinale Paluzzo Paluzzi Altieri degli Albertoni
- Papa Benedetto XIII
- Papa Benedetto XIV
- Papa Clemente XIII
- Cardinale Marcantonio Colonna
- Cardinale Giacinto Sigismondo Gerdil, B.
- Cardinale Giulio Maria della Somaglia
- Cardinale Carlo Odescalchi, S.I.
- Cardinale Costantino Patrizi Naro
- Cardinale Lucido Maria Parocchi
- Cardinale Pietro Respighi
- Cardinale Pietro La Fontaine
- Cardinale Celso Benigno Luigi Costantini
- Cardinale James Robert Knox
- Arcivescovo Thomas Francis Little

La successione apostolica è:
- Vescovo Joseph Peter O'Connell (1976)
- Vescovo Peter Joseph Connors (1987)
- Cardinale George Pell (1987)
- Vescovo Jeremiah Joseph Coffey (1989)
- Vescovo Hilton Forrest Deakin (1993)